# Курдупель (фільм)
«Курдупель» (англ. Fun Size) — американська комедійна стрічка 2012 року режисера Джоша Шварца. Прем'єра стрічки відбулась 25 жовтня 2012 року.

## Синопсис
Під час Гелловіна Рен ДеСантіс (Вікторія Джастіс) губить свого молодшого 8-ми річного рідного брата Альберта (Джексон Ніколл), якого мати залишила під її наглядом. Їй необхідно терміново знайти брата, поки про це не дізналися батьки. Вона звертається за допомогою до шкільного друга, який є зіркою шкільної політики. На його автівці вони вирушають на пошуки зниклого брата по святковому місту.

## У ролях
| Актор               | Роль                                         |
| ------------------- | -------------------------------------------- |
| Вікторія Джастіс    | Рен ДеСантіс                                 |
| Джексон Ніколл      | Альберт ДеСантіс, молодший брат Рен          |
| Челсі Гендлер       | Джой ДеСантіс, мати Рен та Альберта          |
| Томас Манн          | Рузвельт Леру                                |
| Джош Пенс           | Кевін                                        |
| Джейн Леві          | Ейпріл Мартін, найкраща подруга Рен ДеСантіс |
| Томас Мідлдітч      | Мануель                                      |
| Осрік Чау           | Пенґ Чонґ                                    |
| Томас Макдонелл     | Аарон Райлі                                  |
| Рікі Ліндгоум       | Деніз                                        |
| Джонні Ноксвілл     | Йорген                                       |
| Ана Ґастеєр         | мати Рузвельта                               |
| Еббі Елліотт        | Лара, подруга Йоргена                        |
| Сара Ліндсі         | медсестра                                    |
| Керрі Кенні-Сільвер | Барб                                         |
| Рейчел Стірлінґ     | Кессі                                        |
| Джеймс Памфрі       | Нейт Брудер                                  |
| Ерін Шербак         | Андреа                                       |
| Джеремі Айзіа Ерл   | офіцер Севідж                                |
| Голмс Осборн        | містер Брудер                                |
| Енні Фіцпатрік      | місіс Брудер                                 |